# 飛馬座V391b
飛馬座V391b（V391 Pegasi b），或稱為HS 2201+2610 b，是一顆環繞飛馬座恆星飛馬座V391的太陽系外行星，距離地球約4570光年。

## 概要
飛馬座V391b是以變星計時法，即行星造成恆星異常變化的狀況發現的。它的質量大約是木星的3.2倍，軌道半長軸1.7天文單位，軌道週期1170日。該行星發現於2007年3月，論文於同年9月發表。它的存在代表和母恆星距離相當於日地距離的系外行星也許可以在母恆星形成紅巨星時生存，雖然它是遠大於地球的行星（體積大約相等於木星或土星） 。

## 外部連結
- The Extrasolar Planets Encyclopaedia: Notes for planet V391 Pegasi b （页面存档备份，存于）